# Maison expérimentale de Muuratsalo
La Maison expérimentale de Muuratsalo (finnois : Muuratsalon koetaloon) est un bâtiment situé à Muurame en Finlande.

## Histoire
La maison conçue par Alvar Aalto est construite sur l'île de Muuratsalo.
Le bâtiment est l'un des quatre sites du musée Alvar Aalto.